# Nierenhof (Rittergut)
Das Gut Nierenhof lag im Velberter Ortsteil Nierenhof, der früher zu  Westfalen gehörte. Einst war es als „Rittergut Nederhofe“ bekannt.

## Lage

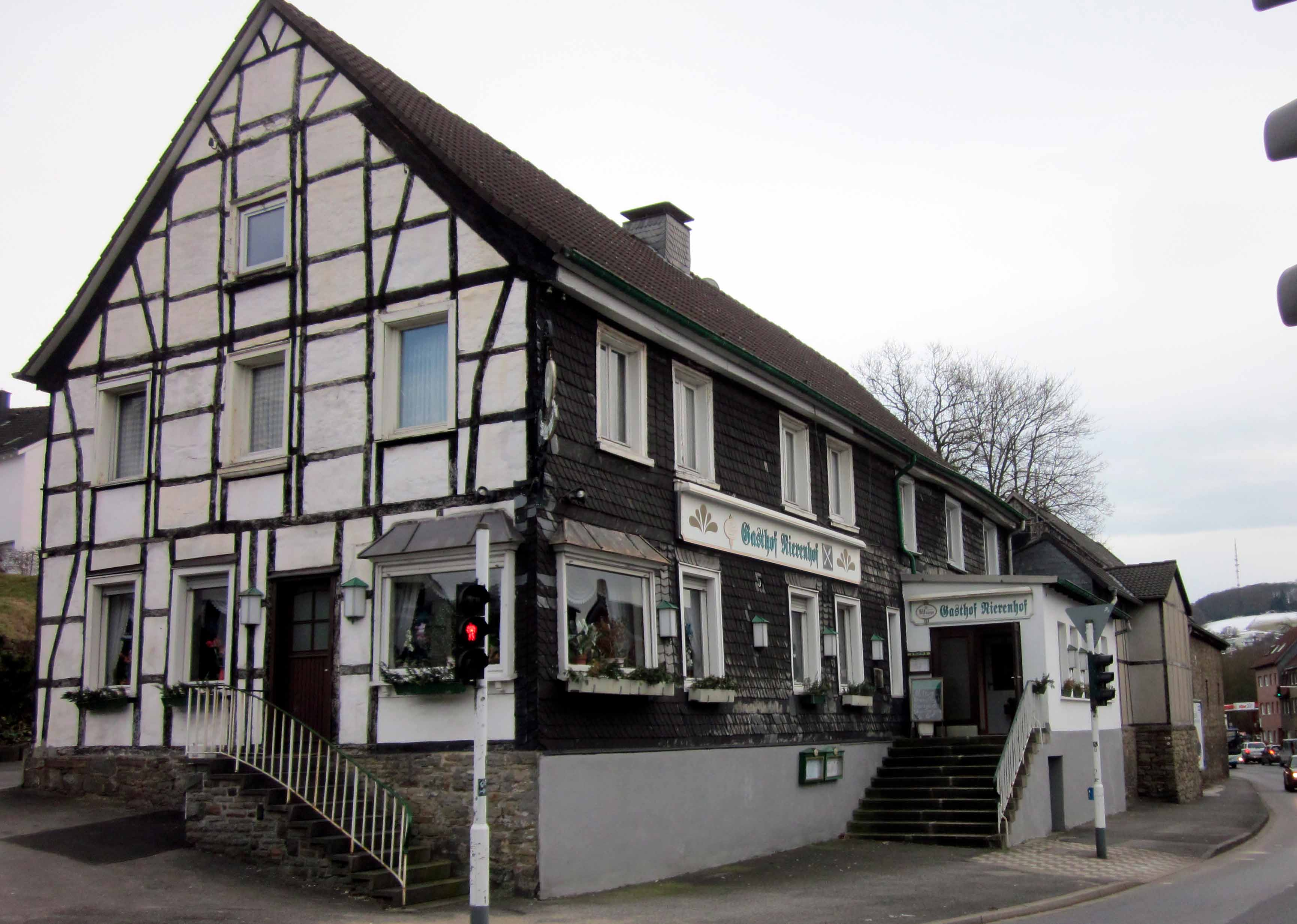
Westansicht des Landgasthofs, der auf dem Gelände des Ritterguts errichtet wurde vom Ortsmittelpunkt 2013

Gut Nierenhof, nach dem heute ein ganzer Ortsteil benannt ist, lag am Übergang der vorgeschichtlichen Handelsstraße Hilinciweg (875 urkundlich als Begrenzung des Werdener Zehntbezirks erwähnt) über den Deilbach. Der Deilbach ist die historische Grenze zwischen Franken und Sachsen, bis 1354 zwischen der Herrschaft Hardenberg und der Grafschaft Mark, später zwischen dem Herzogtum Berg und Preussen und bis heute zwischen dem Rheinland und Westfalen. Da der Handelsweg eine erhebliche Bedeutung hatte, wurde an der „Kölner Furt“ über die Ruhr die Isenburg, einstmals die größte Höhenburg in Westfalen, angelegt. Es ist wahrscheinlich, dass auch der Deilbachübergang durch einen Rittersitz kontrolliert wurde. Begünstigend für die Anlage eines festen Hauses erscheint auch der Zusammenfluss von Deilbach, Heiersberger Bach und Felderbach mit ihren weiten fruchtbaren Tälern. Während die Bäche zur Anlage diverser Mühlen genutzt wurden, entwickelte sich Nierenhof bis in die heutige Zeit zu einem Verkehrsknoten. Noch in der „Topographischen Charte der Grafschaft Marck von 1777“ ist der Nierenhof als „ein adeliches Gut“ gekennzeichnet.

## Geschichte

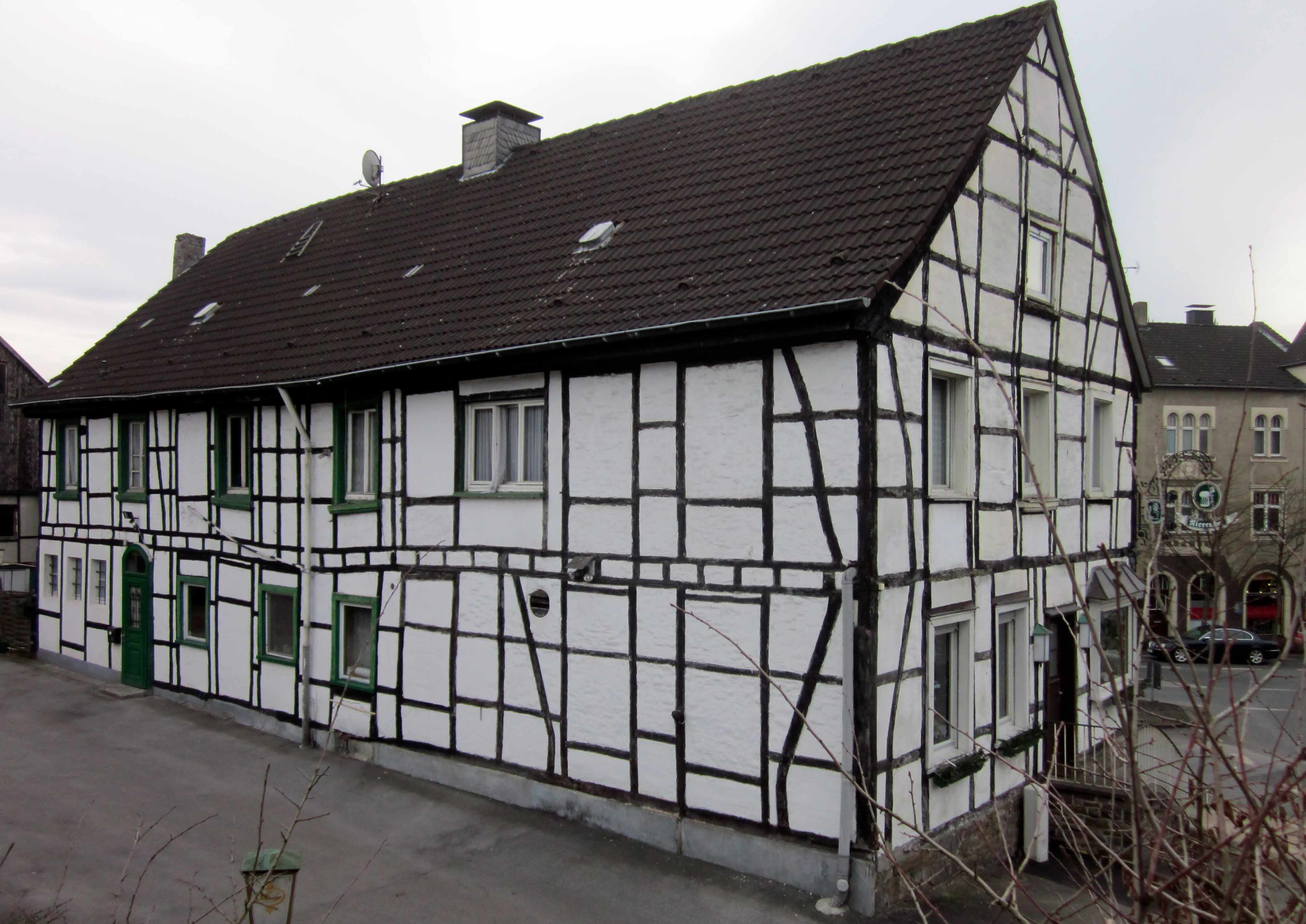
Ostansicht 2013

Unweit des Rittersitzes auf dem Hattingener Homberg lag in Nierenhof (seit 1971 Ortsteil von Langenberg, heute Velbert) der Adelssitz der Familie von Nederhove. Bis zum Aussterben des Geschlechtes im 15. Jahrhundert waren die Herren von Nederhove isenbergisch-limburgische Dienstmannen. Ihr Wohnsitz lag am südwestlichen Ausläufer des Isenberges. Im Jahre 1172 war Hellwich v. Nederhove Ministerial der Kirche zu Köln. Später taucht der Name Slugh auf dem Nederhove auf. Im Jahre 1360 wurde Gudeke Slugh von Nederhove vom Grafen Dietrich belehnt. Träger des gleichen Namens hatten auch im 15. Jahrhundert das Richteramt in Hattingen inne. Im Jahre 1757 kaufte der Kaufmann Johann Peter Bachmann aus Langenberg den Landbesitz, der zu dem Gut gehörte, und errichtete darauf an der Hauptstraße umfangreiche Wohn- und Wirtschaftsgebäude.

## Heutiges Gebäudeensemble

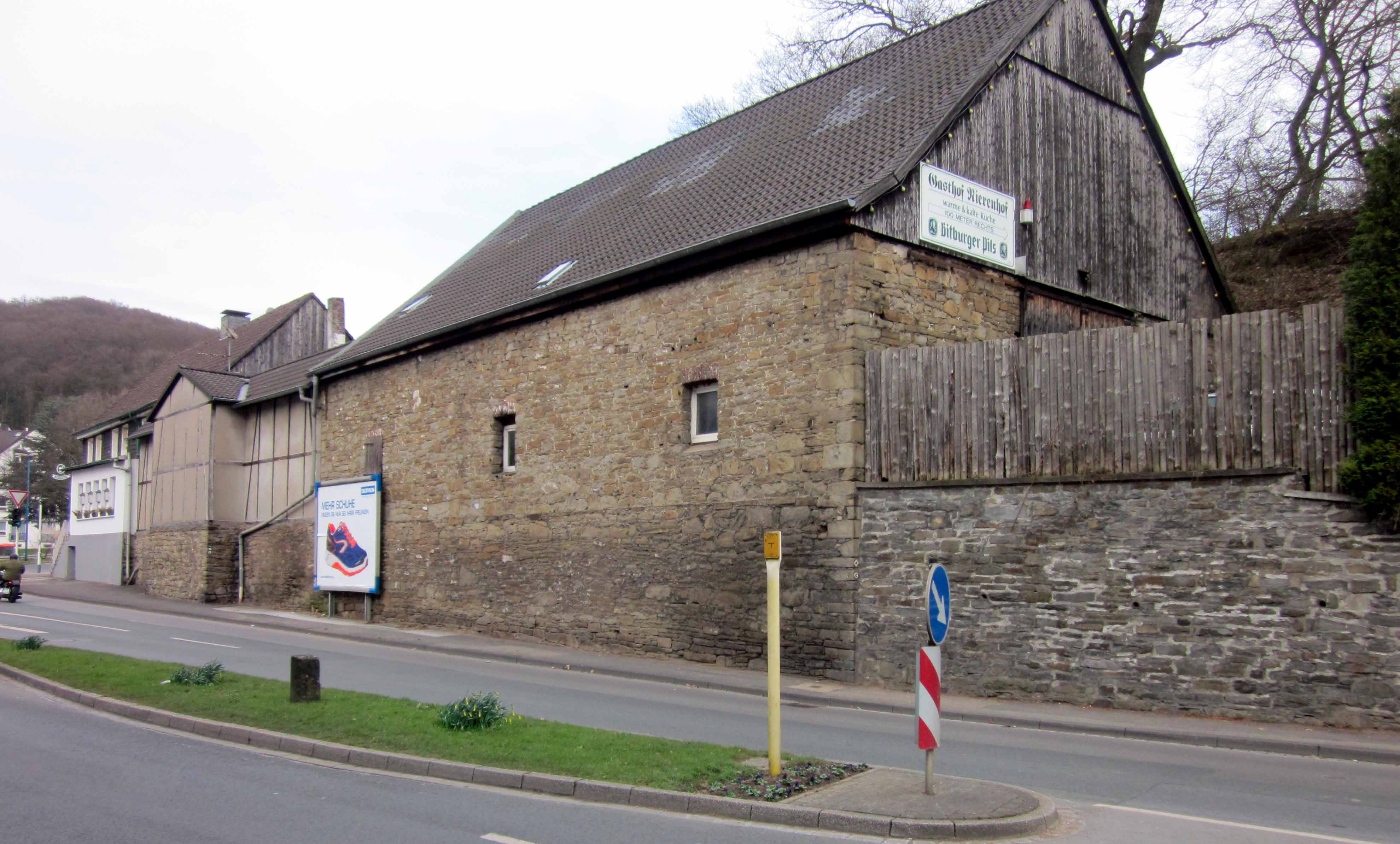
Nebengebäude auf mächtigem Bruchsteinsockel 2013

Die heutige Landgaststätte, auf dem von Johann Peter Bachmann 1757 erworbenen Gelände des Ritterguts, besteht aus einem zweigeschossigen Fachwerkgebäude auf einem Bruchsteinsockel. Die Eckausbildung wurde nach Abbruch eines Eingangspavillons nachträglich neu befenstert. Die Straßenseite (Westseite) ist verschiefert. Das Nebengebäude ist aus Ruhrsandstein errichtet. Zwischen die beiden Hauptgebäude wurde Anfang der 1980er Jahre, nach Abriss eines Saalgebäudes, Verbindungsbau in Fachwerkbauweise gesetzt worden. Den Abschluss des Ensembles bildet eine Hofauffahrt mit langer Stützwand und eine markante Felsformation eines interessanten geologischen Aufschlusses, an die sich die Gebäude anlehnen.

## Abrissantrag und Neubebauungsvorschlag
Das stadtbildprägende Gebäudeensemble war nicht in die Denkmalliste der Stadt Velbert eingetragen. Der Eigentümer, der die Gebäude über Jahrzehnte als Landgasthof führte, stellte 2013 einen Abbruchantrag. Das Gelände sollte mit Reihenhäusern bebaut werden. Aufgrund von Medienberichten und Bürgerengagement prüfte der Landschaftsverband Rheinland den Denkmalwert des Gebäudes, wie auch ggf. archäologische Bodenfunde im Zusammenhang mit dem Rittergut. Der LVR entschied jedoch aufgrund der Veränderungen, die das Gebäude in neuerer Zeit erfahren hatte, die Denkmaleintragung nicht zu veranlassen. Die Neubebauungsvorschläge des Eigentümers wurden jedoch vom Rat der Stadt Velbert abgelehnt.

## Rettung vor den Verfall und Restaurierung
Das seit 2014 leer stehende Gebäude wurde daraufhin über mehrere Jahre von einem Makler angeboten. 2018 ging das Gebäudeensemble in Familienbesitz über und wird als Mehrgenerationenhaus zu Wohnzwecken in Eigenleistung restauriert.